# Élections législatives de 1973 en Ille-et-Vilaine
Les élections législatives françaises de 1973 se déroulent les 4 et 11 mars 1973. Dans le département d'Ille-et-Vilaine, six députés sont à élire dans le cadre de six circonscriptions.

## Élus
| Circonscription | Député sortant      | Parti  | Parti  | Député élu ou réélu | Parti | Parti |
| --------------- | ------------------- | ------ | ------ | ------------------- | ----- | ----- |
| 1re             | Jacques Cressard    |        | UDR    | Jacques Cressard    |       | UDR   |
| 2e              | François Le Douarec |        | UDR    | François Le Douarec |       | UDR   |
| 3e              | Henri Lassourd      |        | UDR    | Pierre Méhaignerie  |       | CDP   |
| 4e              | Isidore Renouard    |        | RI     | Isidore Renouard    |       | RI    |
| 5e              | Vacant              | Vacant | Vacant | Michel Cointat      |       | UDR   |
| 6e              | Yvon Bourges        |        | UDR    | Yvon Bourges        |       | UDR   |

## Résultats

### Résultats à l'échelle du département
| Parti                 | Parti                                   | Premier tour | Premier tour | Second tour | Second tour | Sièges |
| Parti                 | Parti                                   | Voix         | %            | Voix        | %           | Sièges |
| --------------------- | --------------------------------------- | ------------ | ------------ | ----------- | ----------- | ------ |
|                       | Union des démocrates pour la République | 126 999      | 38,48        | 101 805     | 49,03       | 4      |
|                       | Centre démocratie et progrès            | 20 829       | 6,31         | Retrait     | Retrait     | 1      |
|                       | Républicains indépendants               | 18 419       | 5,58         | 20 212      | 9,73        | 1      |
|                       | Divers droite                           | 8 983        | 2,72         | 11 662      | 5,62        | 0      |
|                       | Union des républicains de progrès       | 175 230      | 53,10        | 133 679     | 64,38       | 6      |
|                       |                                         |              |              |             |             |        |
|                       | Parti socialiste                        | 50 594       | 15,33        | 60 515      | 29,14       | 0      |
|                       | Parti communiste français               | 35 596       | 10,79        | Retrait     | Retrait     | 0      |
|                       | Parti socialiste unifié                 | 7 214        | 2,19         |             |             | 0      |
|                       | Divers gauche                           | 3 890        | 1,18         | 0           |             |        |
|                       | Union de la gauche                      | 97 294       | 29,48        | 60 515      | 29,14       | 0      |
|                       |                                         |              |              |             |             |        |
|                       | Centre démocrate                        | 32 834       | 9,95         | 13 445      | 6,48        | 0      |
|                       | Divers réformateurs                     | 11 298       | 3,42         |             |             | 0      |
|                       | Mouvement réformateur                   | 44 132       | 13,37        | 13 445      | 6,48        | 0      |
|                       |                                         |              |              |             |             |        |
|                       | Strollad ar Vro                         | 7 658        | 2,32         |             |             | 0      |
|                       | Lutte ouvrière                          | 4 163        | 1,26         | 0           |             |        |
|                       | Union démocratique bretonne             | 845          | 0,26         | 0           |             |        |
|                       | Front national                          | 696          | 0,21         | 0           |             |        |
|                       |                                         |              |              |             |             |        |
| Inscrits              | Inscrits                                | 411 073      | 100,00       | 283 742     | 100,00      | 6      |
| Abstentions           | Abstentions                             | 74 075       | 18,02        | 65 030      | 22,92       |        |
| Votants               | Votants                                 | 336 998      | 81,98        | 218 712     | 77,08       |        |
| Blancs et nuls        | Blancs et nuls                          | 6 980        | 2,07         | 11 073      | 5,06        |        |
| Exprimés              | Exprimés                                | 330 018      | 97,93        | 207 639     | 94,94       |        |
| Source : Data.gouv.fr |                                         |              |              |             |             |        |

### Résultats par circonscription

#### Première circonscription (Rennes-Nord)
| Candidat                                         | Candidat                       | Parti          | Premier tour | Premier tour | Second tour | Second tour |  |
| Candidat                                         | Candidat                       | Parti          | Voix         | %            | Voix        | %           |  |
| ------------------------------------------------ | ------------------------------ | -------------- | ------------ | ------------ | ----------- | ----------- |  |
|                                                  | Jacques Cressard sortant réélu | UDR (URP)      | 26 081       | 40,44        | 35 791      | 57,28       |  |
|                                                  | Michel Denis                   | CD (MR)        | 12 410       | 19,24        | Retrait     | Retrait     |  |
|                                                  | Edmond Hervé                   | PS (UGSD)      | 11 715       | 18,16        | 26 695      | 42,72       |  |
|                                                  | Yves Brault                    | PCF            | 7 983        | 12,38        |             |             |  |
|                                                  | Thérèse Caillaud               | PSU            | 3 179        | 4,93         |             |             |  |
|                                                  | Michel Fronteau                | LO             | 1 615        | 2,50         |             |             |  |
|                                                  | Patrick Coué                   | SAV            | 1 517        | 2,35         |             |             |  |
|                                                  |                                |                |              |              |             |             |  |
| Inscrits                                         | Inscrits                       | Inscrits       | 84 134       | 100,00       | 84 138      | 100,00      |  |
| Abstentions                                      | Abstentions                    | Abstentions    | 18 294       | 21,74        | 19 464      | 23,13       |  |
| Votants                                          | Votants                        | Votants        | 65 840       | 78,26        | 64 674      | 76,87       |  |
| Blancs et nuls                                   | Blancs et nuls                 | Blancs et nuls | 1 340        | 2,04         | 2 188       | 3,38        |  |
| Exprimés                                         | Exprimés                       | Exprimés       | 64 500       | 97,96        | 62 486      | 96,62       |  |
| Source : Data.gouv.fr et Le Monde du 6 mars 1973 |                                |                |              |              |             |             |  |

#### Deuxième circonscription (Rennes-Sud)
| Candidat              | Candidat                          | Parti          | Premier tour | Premier tour | Second tour | Second tour |  |
| Candidat              | Candidat                          | Parti          | Voix         | %            | Voix        | %           |  |
| --------------------- | --------------------------------- | -------------- | ------------ | ------------ | ----------- | ----------- |  |
|                       | François Le Douarec sortant réélu | UDR (URP)      | 36 869       | 46,54        | 43 383      | 56,19       |  |
|                       | Michel Phlipponneau               | PS (UGSD)      | 17 683       | 22,32        | 33 820      | 43,81       |  |
|                       | Henri Pitard                      | CD (MR)        | 10 122       | 12,78        | Retrait     | Retrait     |  |
|                       | Serge Hubert                      | PCF            | 9 128        | 11,52        | Retrait     | Retrait     |  |
|                       | Roger Hubeau                      | PSU            | 2 857        | 3,61         |             |             |  |
|                       | René Gorvan                       | SAV            | 1 020        | 1,29         |             |             |  |
|                       | Jacques David                     | UDB            | 845          | 1,07         |             |             |  |
|                       | Raymond Le Golvan                 | LO             | 691          | 0,87         |             |             |  |
|                       |                                   |                |              |              |             |             |  |
| Inscrits              | Inscrits                          | Inscrits       | 99 711       | 100,00       | 99 711      | 100,00      |  |
| Abstentions           | Abstentions                       | Abstentions    | 19 028       | 19,08        | 20 567      | 20,63       |  |
| Votants               | Votants                           | Votants        | 80 683       | 80,92        | 79 144      | 79,37       |  |
| Blancs et nuls        | Blancs et nuls                    | Blancs et nuls | 1 468        | 1,82         | 1 941       | 2,45        |  |
| Exprimés              | Exprimés                          | Exprimés       | 79 215       | 98,18        | 77 203      | 97,55       |  |
| Source : Data.gouv.fr |                                   |                |              |              |             |             |  |

#### Troisième circonscription (Vitré)
|                    | Pierre Méhaignerie élu | CDP (URP)      | 20 829 | 52,70  |  |  |  |
|                    | Henri Lassourd sortant | UDR (URP)      | 10 751 | 27,20  |  |  |  |
|                    | Guy Gerbaud            | PS (UGSD)      | 6 236  | 15,78  |  |  |  |
|                    | Jean-Marie Allard      | PCF            | 1 239  | 3,13   |  |  |  |
|                    | Bernard Macé           | SAV            | 468    | 1,18   |  |  |  |
|                    |                        |                |        |        |  |  |  |
| Inscrits           | Inscrits               | Inscrits       | 46 489 | 100,00 |  |  |  |
| Abstentions        | Abstentions            | Abstentions    | 5 912  | 12,72  |  |  |  |
| Votants            | Votants                | Votants        | 40 577 | 87,28  |  |  |  |
| Blancs et nuls     | Blancs et nuls         | Blancs et nuls | 1 054  | 2,6    |  |  |  |
| Exprimés           | Exprimés               | Exprimés       | 39 523 | 97,4   |  |  |  |
| Source : Data.gouv |                        |                |        |        |  |  |  |

#### Quatrième circonscription (Redon)
| Candidat              | Candidat                       | Parti                      | Premier tour | Premier tour | Second tour | Second tour |  |
| Candidat              | Candidat                       | Parti                      | Voix         | %            | Voix        | %           |  |
| --------------------- | ------------------------------ | -------------------------- | ------------ | ------------ | ----------- | ----------- |  |
|                       | Isidore Renouard sortant réélu | RI (URP)                   | 18 419       | 46,28        | 20 212      | 63,41       |  |
|                       | Gaël du Halgouët               | Divers droite (Maj. prés.) | 8 983        | 22,57        | 11 662      | 36,59       |  |
|                       | Michel Girault                 | Divers gauche (UGSD)       | 3 890        | 9,77         |             |             |  |
|                       | Marcel Dubois                  | PCF                        | 3 819        | 9,59         |             |             |  |
|                       | Robert Panhaleux               | MR                         | 2 456        | 6,17         |             |             |  |
|                       | Pierrig Guérinel               | SAV                        | 1 197        | 3,01         |             |             |  |
|                       | Liliane Allain                 | LO                         | 1 033        | 2,59         |             |             |  |
|                       |                                |                            |              |              |             |             |  |
| Inscrits              | Inscrits                       | Inscrits                   | 49 878       | 100,00       | 49 871      | 100,00      |  |
| Abstentions           | Abstentions                    | Abstentions                | 9 360        | 18,77        | 14 585      | 29,25       |  |
| Votants               | Votants                        | Votants                    | 40 518       | 81,23        | 35 286      | 70,75       |  |
| Blancs et nuls        | Blancs et nuls                 | Blancs et nuls             | 721          | 1,78         | 3 412       | 9,67        |  |
| Exprimés              | Exprimés                       | Exprimés                   | 39 797       | 98,22        | 31 874      | 90,33       |  |
| Source : Data.gouv.fr |                                |                            |              |              |             |             |  |

#### Cinquième circonscription (Fougères)
| Candidat              | Candidat                     | Parti          | Premier tour | Premier tour | Second tour | Second tour |  |
| Candidat              | Candidat                     | Parti          | Voix         | %            | Voix        | %           |  |
| --------------------- | ---------------------------- | -------------- | ------------ | ------------ | ----------- | ----------- |  |
|                       | Michel Cointat sortant réélu | UDR (URP)      | 20 182       | 47,90        | 22 631      | 62,73       |  |
|                       | Yves Corvaisier              | CD (MR)        | 10 302       | 24,45        | 13 445      | 37,27       |  |
|                       | Jean-Claude Guillerm         | PCF            | 4 586        | 10,88        |             |             |  |
|                       | Jean-Yves Meunier            | PS (UGSD)      | 2 582        | 6,13         |             |             |  |
|                       | Henri Vasseur                | SAV            | 1 782        | 4,23         |             |             |  |
|                       | François Bourgeon            | PSU            | 1 178        | 2,79         |             |             |  |
|                       | Martine Payet                | LO             | 824          | 1,95         |             |             |  |
|                       | Jean Audras                  | FN             | 696          | 1,65         |             |             |  |
|                       |                              |                |              |              |             |             |  |
| Inscrits              | Inscrits                     | Inscrits       | 50 023       | 100,00       | 50 022      | 100,00      |  |
| Abstentions           | Abstentions                  | Abstentions    | 6 823        | 13,64        | 10 414      | 20,82       |  |
| Votants               | Votants                      | Votants        | 43 200       | 86,36        | 39 608      | 79,18       |  |
| Blancs et nuls        | Blancs et nuls               | Blancs et nuls | 1 068        | 2,47         | 3 532       | 8,92        |  |
| Exprimés              | Exprimés                     | Exprimés       | 42 132       | 97,53        | 36 076      | 91,08       |  |
| Source : Data.gouv.fr |                              |                |              |              |             |             |  |

#### Sixième circonscription (Saint-Malo)
|                       | Yvon Bourges sortant réélu | UDR (URP)      | 33 116 | 51,06  |  |  |  |
|                       | Alain Roman                | PS (UGSD)      | 12 378 | 19,08  |  |  |  |
|                       | Bruno Baron-Renault        | MR             | 8 842  | 13,63  |  |  |  |
|                       | Jean Lemaître              | PCF            | 8 841  | 13,63  |  |  |  |
|                       | Annaig Roy                 | SAV            | 1 674  | 2,58   |  |  |  |
|                       |                            |                |        |        |  |  |  |
| Inscrits              | Inscrits                   | Inscrits       | 80 837 | 100,00 |  |  |  |
| Abstentions           | Abstentions                | Abstentions    | 14 659 | 18,13  |  |  |  |
| Votants               | Votants                    | Votants        | 66 178 | 81,87  |  |  |  |
| Blancs et nuls        | Blancs et nuls             | Blancs et nuls | 1 327  | 2,01   |  |  |  |
| Exprimés              | Exprimés                   | Exprimés       | 64 851 | 97,99  |  |  |  |
| Source : Data.gouv.fr |                            |                |        |        |  |  |  |